# Ccache
Ccache – program komputerowy tworzący pamięć podręczną (ang. cache) dla kompilatora. Pozwala to na znaczne skrócenie procesu kompilacji. Ccache współpracuje z kompilatorem GCC.